# Kleve
Kleve település Németországban, azon belül Észak-Rajna-Vesztfália tartományban. Lakosainak száma 53 458 fő (2023. december 31.).

## Fekvése
A holland határ közelében található. Csak egy holtággal kötődik a Rajnához.
A közeli Reichswald kedvelt turisztikai desztináció. 

### Környező települések
Kleve Goch, Bedburg-Hau, Kranenburg, Kalkar, Emmerich am Rhein, Millingen aan de Rijn és Rijnwaarden községekkel határos.

## Története
A klevei hercegek családja több generáción keresztül ismert embereket adott a világnak. Közéjük tartozik Klevei Anna angol királyné, VIII. Henrik angol király negyedik felesége (aki túlélte ezt a házasságot).

## Nevezetességei
- Hattyúvár (Schwanenburg) - a hercegi vár a Lohengrin-monda színhelye volt.
- Stiftkirche (14. század, a klevei hercegek síremlékeivel)
- Minorita templom (Minoritenkirche)[2]

## Képgaléria

Klevei Anna ifj. Hans Holbein festményén

## Népesség
A település népességének változása:
| Lakosok száma | 44 043 | 25 040 | 51 320 | 51 845 | 51 845 | 52 470 | 53 388 | 53 458 |
|               | 1975   | 2014   | 2017   | 2018   | 2019   | 2021   | 2022   | 2023   |